# Misterios del Titanic
Misterios del Titanic (título original: Ghosts of the Abyss) es un documental en el que se pueden ver los restos del verdadero RMS Titanic y en donde hablan acerca del hundimiento de dicho barco. Fue rodado en 2001 y dirigido por James Cameron, quien también dirigió la película de 1997 de similar índole. El estreno tuvo lugar en 2003. Se muestra a varios arqueólogos buscando restos del Titanic. Este documental fue rodado con la finalidad de descubrir algunos misterios que todavía encierra este hecho histórico. Fue rodado con tecnología en 3-D. Parte de las tomas de la película de 1997 sirvieron de base para rodarlo.